# Nepomuk Ullmann
Nepomuk Ullmann (* 1943 in Bremen) ist ein deutscher Schriftsteller, Dichter und Lyriker.
Nach erfolgreichem Abschluss der Höheren Handelsschule arbeitete er als Hafenarbeiter, Koch, Baugehilfe, Bergarbeiter und Sektionsgehilfe. Seine berufliche Laufbahn führte ihn nach Algerien, Spanien, Frankreich und Schottland. Er lebt seit 1968 in Berlin und veranstaltet seit 1976 die Kreuzberger Literaturwerkstatt.
Nepomuk Ullmann war Mitglied der Neuen Gesellschaft für Literatur Berlin und von 1983 bis 1984 Mitglied des Vorstandes.

## Werke
- Wo Efeu Erde zart umarmt. Gedichte. Illustrationen von Rudi Lesser. Atelier-Handpresse, Berlin 1974, DNB 760120536.
- Isolation. Bilder von Kurt Mühlenhaupt. Hoffmann, Berlin 1974, DNB 760530602.
- Du kennst diesen Augenblick. Erzählungen. Illustrationen von Stefanie Vogel. Neue Wege, Berlin 1979, DNB 800174631.
- Lesebuch. Gedichte und Prosa. Neue Wege, Berlin 1979, ISBN 3-88348-020-7.
- Unterwegs. Erzählungen. Lemke und Schnieringer, Göttingen 1985, ISBN 3-923612-04-4.
- Schwarzer Flieder. Gedichte und Prosa. Haak, Berlin 1992.
- Zeit, die sich ins Lächeln mischt! Gedichte und Prosa. Harzer, Karlsruhe 1993, ISBN 3-9803128-1-X.
- Worte mit Abendlippen. Grafiken von Otto Nückel. Bilder/Bücher, Berlin 1994, DNB 942871723.
- Liebesdüsternisse. Grafiken von Otto Nückel. Bilder/Bücher, Berlin 1995, DNB 948049863.
- Die Asche brennt auf meiner Brust oder Beginn der Dunkelheit. Gedichte. Berliner Büchertisch, Berlin 2009, DNB 1019999632.
- Von der Überwindung der Eiszeit in den Gefühlen. fhl, Leipzig 2011, ISBN 978-3-942829-01-4.
- Reflexionen. Impressionen zu Gemälden von Katharina Schur. BoD, Norderstedt 2017, ISBN 978-3-7448-1681-6.
- Verletzt atmen die Nächte. BoD, Norderstedt 2017, ISBN 978-37448-1422-5 (Sternenblicks Lyrikheft Nr. 1).